# Reichsamt
Reichsämter gab es in der deutschen Geschichte sowohl im Heiligen Römischen Reich sowie im monarchischen Bundesstaat ab 1867/1871. Die beiden obersten Bundesämter im Norddeutschen Bund wurden 1871 zu Reichsämtern im Deutschen Kaiserreich. In den Folgejahren entstanden weitere Ämter. Die Ämter hatten in gewisser Weise die Funktionen von Ministerien. Doch ihre Amtsleiter waren keine Minister, sondern Beamte, denen der Bundeskanzler bzw. Reichskanzler Weisungen erteilen konnte. Erst in der Weimarer Republik ab 1919 gab es eigentliche Reichsministerien.

## Heiliges Römisches Reich
Die Reichsämter im Heiligen Römischen Reich Deutscher Nation waren die obersten Reichshofämter, nämlich die mit der Kurwürde verbundenen Erzämter und die ihnen zugeordneten Erbämter. Als Reichsamt gilt außerdem das Amt des Burggrafen von Nürnberg. In größeren Territorien des Reiches werden die landesherrschaftlichen Hofämter bisweilen ebenfalls Reichsämter genannt.

## Deutsches Kaiserreich
Die Reichsämter im Deutschen Kaiserreich, auch Reichsbehörden genannt, waren diejenigen Ämter oder Behörden, die sich federführend um die Geschäfte des Reiches kümmerten. Ihnen stand der Reichskanzler vor, der einziger Minister im Kaiserreich war, während die Reichsbehörden mit Ausnahme des Reichseisenbahnamtes von weisungsgebundenen Staatssekretären geleitet wurden. Sie sind deshalb nicht mit den heutigen Ministerien vergleichbar, statt von einer echten Reichsregierung sprach man von einer Reichsleitung. Erst ab 1914 trafen sich die Verantwortlichen der einzelnen Reichsämter unter Vorsitz des Reichskanzlers regelmäßig zu gemeinsamen Sitzungen.
Der Norddeutsche Bund von 1867 kannte nur zwei oberste Ämter: das Bundeskanzleramt als Behörde von Bundeskanzler Bismarck und das Auswärtige Amt, das Anfang 1870 von Preußen auf den Bund übergegangen war. Ende 1870 traten die süddeutschen Staaten bei und der Bund wurde in Deutsches Reich umbenannt.
Danach wurde die Kaiserliche Admiralität als drittes Amt geschaffen. Es war für die Kaiserliche Marine verantwortlich, die aus der norddeutschen Bundesmarine entstand.
Das Reichskanzleramt wurde dann mit weiteren Aufgaben beauftragt. Bismarck gliederte einzelne Abteilungen aus und schuf dadurch selbständige Reichsämter:
- Reichseisenbahnamt (1873)
- Generalpostmeister (1876–1880) bzw. Reichspostamt (ab 1880)
- Reichskanzleramt für Elsaß-Lothringen (1876–1879) bzw. das Ministerium für Elsaß-Lothringen (ab 1879)
- Reichsjustizamt (1877)
- Reichsschatzamt (1879)

Am 24. Dezember 1879 wurde das nunmehr von einem Großteil seiner Aufgaben befreite Reichskanzleramt in Reichsamt des Innern umbenannt. Damit war die oberste Reichsverwaltung nahezu vollständig ausgebaut. 
Unter Kaiser Wilhelm II. kam es zu neuen Veränderungen bei den Reichsämtern. Aus der Kaiserlichen Admiralität ging 1889 das Reichsmarineamt hervor, 1907 wurde die Kolonialabteilung im Auswärtigen Amt in ein eigenes Reichskolonialamt überführt. Während des Ersten Weltkrieges verlor das Reichsamt des Innern weitere Aufgaben an das Kriegsernährungsamt, das 1916 eingerichtet, 1917 zur Reichsbehörde und 1918 in Reichsernährungsamt umbenannt wurde, sowie an das Reichswirtschaftsamt (ab 1917). Letzteres gab 1918 seinen sozialpolitischen Aufgabenbereich an das neu gegründete Reichsarbeitsamt ab.
Ein zentrales Reichsmilitäramt hat es im Kaiserreich nie gegeben. Die Verantwortlichkeit lag bei den einzelnen Kriegsministerien der Bundesstaaten Bayern, Sachsen, Württemberg und vor allem Preußen, dem sich diesbezüglich alle übrigen Staaten bereits bis 1871 angeschlossen hatten.
In der Weimarer Republik entstanden aus den Reichsbehörden die Reichsministerien, die Staatssekretäre wurden durch Minister mit weiterreichenden Befugnissen ersetzt.